# 聖ネデリャ教会襲撃事件

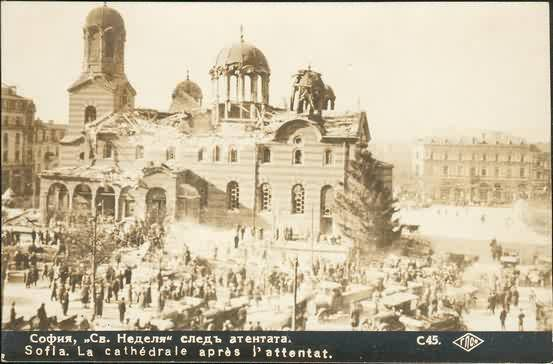
襲撃によって破壊された大聖堂

聖ネデリャ教会襲撃事件（せいネデリャきょうかいしゅうげきじけん、Атентат в църквата „Света Неделя“ / Atentat v tsarkvata "Sveta Nedelya"）は、1925年4月16日にブルガリアでおきたテロ事件。

## 概要
1925年4月14日、ブルガリアの国会議員でもある将軍コンスタンティン・ゲオルギエフ（Константин Георгиев）が暗殺され、その葬儀が4月16日に
聖ネデリャ教会教会で行われた。午後3時、葬儀の最中に爆弾が爆発。参列していた将軍や前大臣ら150人が死亡、首相や内相ら500人が負傷した。教会の屋根裏、主ドームを支える柱の一本に設置された25kgの爆発物のため、教会の聖堂は倒壊した。首謀者はブルガリア共産党 (BKP)。